# Cortijo Torre de la Reina
El Cortijo Torre de la Reina se encuentra ubicado en el núcleo poblacional de Torre de la Reina, pedanía que pertenece al municipio de Guillena, en la provincia de Sevilla (España).
El edificio monumental se compone arquitectónicamente de dos conjuntos. El primero, se trata de una fortaleza medieval almohade del siglo XIII, cuyos restos son visitables. El segundo, lo conforma el edificio residencial señorial y la parte agraria, hoy reconvertido en lujoso establecimiento hotelero y cuyas habitaciones se reparten entre los diferentes patios y plantas del edificio, permitiendo alojarse y disfrutar de un monumento único en la zona.
El edificio constituye un ejemplar único de arquitectura medieval defensiva, sirviendo como punto estratégico de defensa de la zona en la plena y Baja Edad Media. Al valor histórico y artístico, hay que añadirle el valor identitario. Cuando en los años 50 del siglo XX, el Instituto Nacional de Colonización crea el núcleo urbano de “Torre de la Reina”, este va a tomar su nombre de la edificación, creándose un vínculo identitario entre el monumento y la población local, que se siente identificada en él. Su nombre proviene de su pertenencia a la reina María de Molina; también fue conocida como Torre de Perafán, cuando la propiedad pasó a Perafán de Ribera y Ayala, I señor de la Torre. Posteriormente, en el siglo XVII, el edificio y los terrenos pasan a formar parte del Condado de la Torre de la Reina.
Estos tres componentes, el histórico, el artístico y el identitario, le ha servido al monumento para que sea reconocido con la máxima protección y distinción que la legislación patrimonial española establece, la de Bien de Interés Cultural, concedido por Real Decreto el 6 de octubre de 1977.

## Datos históricos
Para comprender el origen del edificio, hay que atender al contexto histórico de la Península Ibérica en la plena Edad Media, la cual se encontraba dividida entre los reinos castellanos al norte y los reinos de taifas al sur. El reino taifa de Sevilla, ante la presión por el avance de los reinos castellanos y las disputas internas, estaba muy debilitado, ello hace que solicite la ayuda de una tribu bereber del norte de África, los almohades, quienes acuden a la llamada de auxilio de Isbilya. Estos almohades deciden asentarse en el reino de Sevilla (1147-1248) haciéndose con el poder. 
En este mismo lugar, los almohades levantan una primitiva alquería defensiva con la que divisar al enemigo en caso de ataque a la ciudad. Del primitivo edificio almohade apenas se conservan restos, pues el edificio actual del siglo XIV se levanta sobre el anterior, conformándose una sucesión de reformas a lo largo de los siglos. Quedan algunos vestigios constructivos y estilísticos almohades como son los achaflanamientos en las esquinas o el despiece de los arcos de ladrillo de los huecos.
El 22 de noviembre de 1247, las tropas del rey Fernando III de Castilla, tomaron el lugar; operación enmarcada en plena reconquista de Sevilla. En el repartimiento de tierras que se hizo, este lugar fue entregado como donadío al hermano del rey, el infante don Alfonso de Molina, dada su lealtad y servicio al monarca. Tras la reconquista, aumentaron las luchas entre las diferentes familias nobiliarias por el poder e influencia en la corona, por lo que se hacía necesario disponer de un tipo de construcción defensiva conocida como torre señorial o “casa fuerte”. Este tipo de edificación se extendió por toda la península ibérica a lo largo de la Baja Edad Media, y en dirección norte-sur, a medida que las fronteras con las taifas iban quedando cada vez más lejos y, con ello, el temor de producirse una aceifa.
Tras la muerte del infante don Alfonso de Molina, el donadío que le había sido entregado por parte de su hermano, el rey Fernando III de Castilla, pasó a manos de doña María de Molina, hija de su tercer matrimonio. Esta contrajo nupcias con el monarcaSancho IV de Castilla, convirtiéndose así en reina consorte. Existe el testimonio de la venta del donadío por la citada reina, en ese momento regente de su hijo Fernando IV de Castilla, a un tal Abad de Hervás, quien a su vez las enajena a Ruy Pérez de Alcalá; ambas operaciones entre 1295 y 1312. A finales del siglo XIV ya estaba en manos de la Casa de Ribera. Juan II de Castilla autoriza a Perafán de Ribera y Ayala, I señor de la Torre, para convertir parte del señorío en dehesas.
Se desconoce en qué momento la propiedad pasa a manos del marquesado de Alcañices. Lo cierto es que, en el año 1822, aprovechando la coyuntura del Trienio Liberal, la viuda del marqués de Alcañices necesitaba liquidez; para ello consigue desvincular este lugar del marquesado y venderlo por 400.000 reales a su administrador J. A. Díez Martínez. Fallecido este último propietario, en el año 1846, el cortijo Torre de la Reina fue adquirido por su hermana, Trinidad Díez Martínez. Para efectuar dicha compra, se hizo necesario disponer de un préstamo de 384.000 reales a Ignacio Vázquez Gutiérrez. Préstamo que no pudo ser devuelto y que ocasiona la adjudicación de la propiedad al prestamista en 1849; pasando así a formar parte de las propiedades de la familia Vázquez en el noroeste de Sevilla. 

## Descripción
El edificio posee planta rectangular y sólidos muros de mampostería en los que se abren pequeñas saeteras, hoy cegadas en su mayoría y que contienen la figura del orbe con la cruz. Las diferentes dependencias, a modo de cámaras cuadrangulares, están cubiertas por bóveda de cañón y se articulan en torno a un primitivo patio central, hoy cubierto por bóveda de cañón añadida en el siglo XVI; este espacio ha sido reconvertido en capilla privada del cortijo. En los ángulos noroeste y sureste del edificio, se anexan en el siglo XIV sendos torreones de planta cuadrangular y cuyos cuerpos superiores son añadidos del siglo XVI. A los pies del vano de acceso a la edificación, se encuentra la bajada a diferentes estancias, como las mazmorras del edificio y el comienzo de diferentes pasadizos. Atendiendo a la tradición popular, estos pasadizos conectarían el edificio con el castillo almohade de Guillena y con la población vecina de Santiponce. Sin embargo, a día de hoy, no se ha podido comprobar científicamente esta conexión entre el edificio y las mencionadas poblaciones. La existencia de saeteras en las diferentes cámaras del subsuelo, nos indica que el nivel del suelo estaría muy por debajo del actual, por lo que la altura del edificio sería mayor a la que puede contemplarse hoy. 

### Capilla privada
Este espacio de planta rectangular fue concebido en origen como patio de la casa-fuerte. La bóveda de cañón que lo cubre es añadida posteriormente en las reformas del siglo XVI. Los muros de esta estancia, realizados en ladrillo, se recubren con diferentes obras de arte correspondientes a los periodos renacentista, barroco y contemporáneo. 

### Patio del señorío
Anexo a la zona Este de la fortaleza, se ubica este patio de planta cuadrada. Forma parte del conjunto residencial levantado en el siglo XVI, tras la pérdida del uso defensivo de la fortaleza, dado el periodo de calma que se vivía entre la nobleza desde el reinado de los Reyes Católicos. En el lateral sur del patio se ubica una galería porticada, conformada por tres columnas de estilo compuesto con fuste liso, realizadas en mármol genovés y sobre las que cabalgan cuatro arcos de medio punto rebajados. Estos elementos renacentistas eran frecuentes en las casas nobiliarias hispalenses, que buscaban diferenciarse unas de otras mediante el uso de elementos en el nuevo lenguaje artístico surgido en Italia, muy diferente al estilo gótico que imperaba en la Península Ibérica; se trata de uno de los primeros patios por donde se introduce el renacimiento en la zona sur de la Península Ibérica. En el centro de la galería porticada se ubica la caja de escalera, que conduce hacia la parte residencial privada del edificio. 
La parte de vivienda se articula en torno a dos crujías ubicadas en los laterales sur y este del patio. La parte inferior es reutilizada como habitaciones del espacio hotelero y la superior como vivienda privada. Esta última posee elementos originales del siglo XVI, como la techumbre a dos aguas con artesonado de madera que cubre la estancia principal, dividida por cuatro grandes arcadas de medio punto sobre gruesos pilares. 

### Patio de labranza
Este patio, de planta rectangular, forma parte del sector residencial que se va anexando al edificio primitivo a partir del siglo XVI. Hoy se encuentra fuertemente remodelado para su uso como espacio hotelero. Se compone de una galería baja con arcos rebajados enmarcados por alfices y que apean sobre pilares de ladrillo ochavados. Estos elementos guardan relación con soluciones semejantes en edificios cercanos como la Huerta de Lebrena o Comendadores. En su centro se dispone un pozo, conservándose el bocal de origen medieval bajo la cota de suelo actual, y cuyo fin era el de abastecer de agua al primitivo edificio en caso de asedio. Tras este patio, al norte, se encuentra un segundo patio alargado, actualmente no visitable, y donde se disponían otros espacios del viejo edificio rural agrario.

### Jardín de intramuros
Recibe su nombre por su ubicación dentro del primitivo recinto amurallado de la fortaleza. Se compone de dos pasillos que se entrecruzan en el centro, donde se ubica un pequeño y hermoso surtidor de agua. En sus cuatro vértices se conforman parterres delimitados por setos de mirto y que contienen árboles frutales como naranjos y limoneros, también diferentes plantas como monstera  deliciosa, cañas de las Indias o geranios.

### Jardín de la reina
Este bello espacio, a modo de pradera, forma parte del conjunto de jardines destinado a la celebración de eventos. Desde cualquiera de sus ángulos es posible admirar la imponente torre del mediodía que se abre al jardín, la cual da nombre no sólo al edificio, también al núcleo poblacional de Torre de la Reina, hoy pedanía del municipio de Guillena. 
El verdor de su cuidada vegetación, compuesta a base de un extenso manto de césped, arrayanes, hiedras, cipreses y falsos pimenteros, configura un espacio idílico dentro de un monumento de ensueño. 

### Jardín hispano-árabe
Creado a finales del siglo XX, es conocido como jardín hispano-árabe en alusión a las referencias estilísticas que se manifiestan. Se inspira en la tradición romántica del siglo XIX que busca emular el pasado histórico andalusí, de ahí el uso de materiales tradicionales como el ladrillo, la cerámica o la forja para crear una arquitectura que remite a modelos islámicos y mudéjares. 
En este jardín, el agua se convierte en el principal protagonista del espacio, discurriendo por cada rincón del mismo. Parte desde un manantial para surtir a las diferentes fuentes que se encuentran repartidas por el espacio; así como a las acequias del centro y el chafariz de la cabecera. Le sigue en importancia la frondosa y cuidada vegetación, conformada por árboles del paraíso, jacarandas, mirtos, alocacias, nenúfares, calas, cañas de las indias, pelargonios, celestinas, lantanas, hiedras y agapantos, entre otras especies. Todo unido, conforma un espacio idílico, donde el frescor de la vegetación, el rumor del agua y de los árboles crean un ambiente de tranquilidad que invita al paseo y disfrute de los mismos.